# Silvio Corio
Silvio Celestino Corio, detto anche Crastinus, (Saluzzo, 26 ottobre 1875 – Woodford Green, 1954), è stato un anarchico italiano, che fu attivo a Londra durante la prima metà del ventesimo secolo.

## Biografia
Silvio Corio nacque a Torino, figlio di Eugenio Corio e Chiara Domenica. Dopo un iniziale coinvolgimento con il Circolo socialista di Torino, divenne attivo come anarchico. Si formò come stampatore e tipografo. Fu arruolato nel luglio 1897 e trascorse la maggior parte dei successivi 18 mesi in un battaglione disciplinare a causa della sua attività politica. Tuttavia, nel 1898 fuggì in Francia di fronte alla repressione attuata da Luigi Pelloux.
Ebbe una relazione di lunga durata con Sylvia Pankhurst e il loro figlio era l'accademico Richard Keir Pethick Pankhurst.